# Genisphindus roxanneae
Genisphindus roxanneae är en skalbaggsart som beskrevs av Mchugh 1993. Genisphindus roxanneae ingår i släktet Genisphindus och familjen slemsvampbaggar. Inga underarter finns listade i Catalogue of Life.